# Derlei
Vanderlei Fernandes Silva, bekannt als Derlei (* 14. Juli 1975 in São Bernardo do Campo), ist ein ehemaliger, in Brasilien geborener, portugiesischer Fußballspieler.
Der Stürmer spielte zuletzt in der Série A bei EC Vitória. Zuvor spielte er bei Klubs wie Benfica Lissabon, FC Porto, União Leiria und Sporting Lissabon.
Derlei ist Doppelstaatsbürger von Brasilien sowie von Portugal.